# Sulfan

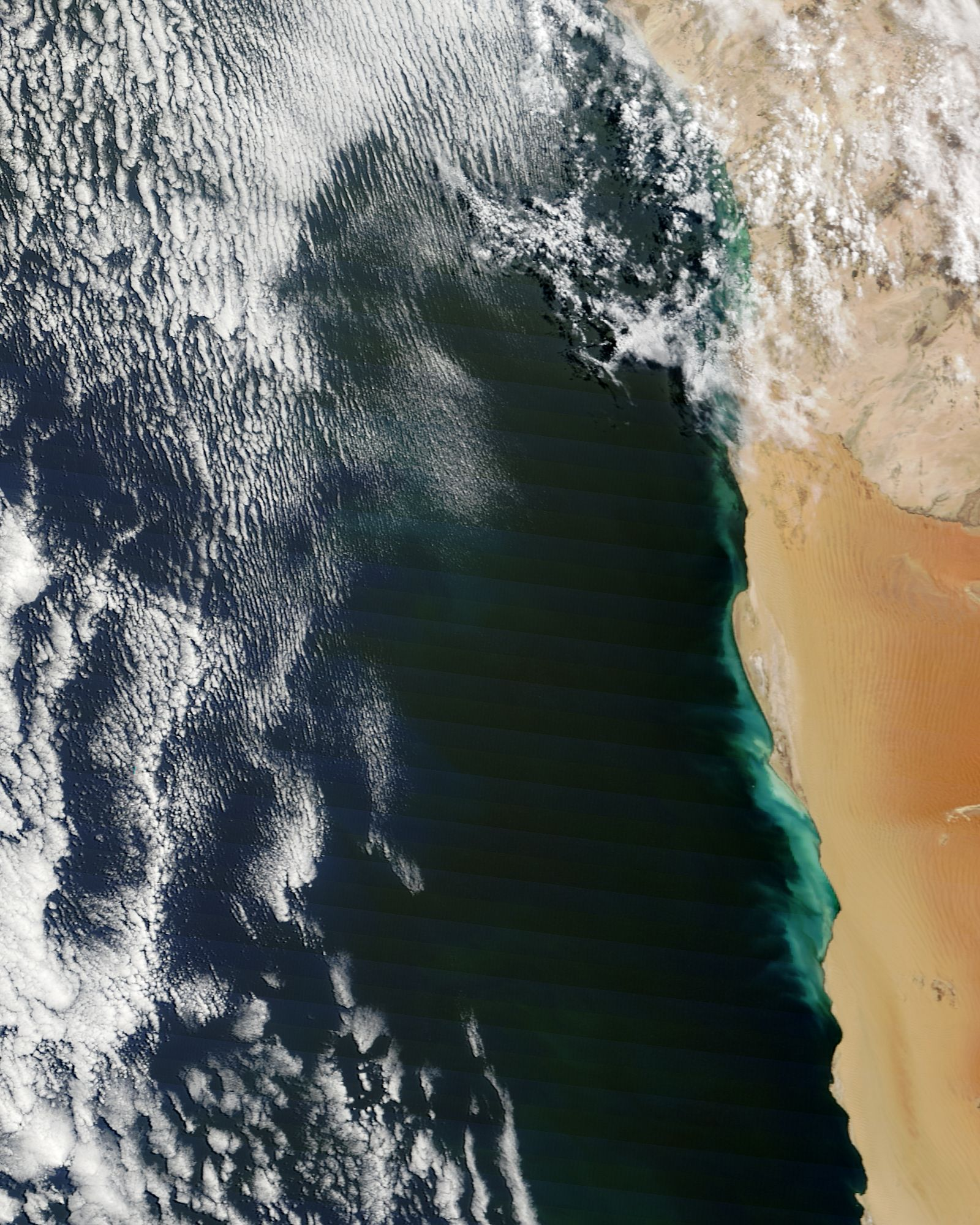
Emise sulfanu z moře u pobřeží Namibie

Sulfan čili sirovodík (H2S) je bezbarvý plyn. Může se tvořit rozkladem organického materiálu (např. při výrobě bioplynu, z něhož se často musí odstraňovat) a síranů při nedostatku kyslíku.

## Sulfanová řada
Sulfan je nejjednodušší sloučeninou síry s vodíkem. Je to také nejstálejší a nejdůležitější sloučenina těchto dvou prvků. Je prvním členem homologické řady sulfanů. Obecný vzorec těchto sloučenin je H2Sn, takže např. vzorec disulfanu je H2S2, trisulfanu H2S3 atd.
Soli odpovídajících kyselin se nazývají polysulfidy.

## Příprava
Sulfan se připravuje reakcí sulfidu železnatého s kyselinou chlorovodíkovou, lze jej také připravit přímým sloučením vodíku a síry:
FeS + 2 HCl → H2S + FeCl2
H2 + S → H2S

## Vlastnosti sulfanu
Sulfan je bezbarvý plyn zapáchající po zkažených vejcích. Je těžší než vzduch a snadno se zkapalňuje. Je dobře rozpustný v různých kapalinách včetně vody a alkoholu. Rozpouštěním ve vodě vzniká kyselina sulfanová, dříve nazývaná sirovodíková. Její vzorec je stejný jako vzorec sulfanu. Je to slabá kyselina, tvoří soli dvojího typu – sulfidy (S2−) a hydrogensulfidy (HS−). V bakteriích, které žijí v sopkách, nahrazuje při fotosyntéze vodu a vzniká tak pevná síra, kterou bakterie vylučují pod sebe.
Rozlišujeme dva druhy spalování sulfanu, máme tzv. spalování dokonalé tj. za dostatečného přístupu vzduchu a spalování nedokonalé tj. za nedostatečného přístupu vzduchu. Dokonalým spalováním sulfanu vzniká oxid siřičitý a voda:
2 H2S + 3 O2 → 2 H2O + 2 SO2
Při nedokonalém spalování vzniká síra a voda:
2 H2S + O2 → 2 S + 2 H2O
V analytické chemii se sulfan používá jako činidlo. Lze jím totiž vysrážet nerozpustné sulfidy kovů (například sulfid olovnatý)
a dokázat tak přítomnost daných kovových kationtů.

## V přírodě
Sulfan se vyskytuje v sopečných plynech. Jedná se o sopečný plyn, který je vyvrhován při sopečné erupci; při silných erupcích se může dostat v pyroklastickém mračnu až do stratosféry, kde se společně s oxidem siřičitým a vodní párou podílí na vzniku drobných kapiček kyseliny sírové, aerosolu. Tento aerosol je schopen přetrvat ve stratosféře 2 až 3 roky a působí jako velice efektivní zábrana před dopadajícím slunečním zářením, čímž pomáhá v některých oblastech oteplovat a v dalších ochlazovat zemský povrch; v závislosti na velikosti částic aerosolu.

## Použití
Sulfan se používá v analytické chemii pro analýzu iontů kovů. Dále se používá v hutnictví pro přípravu kovových sulfidů. Své uplatnění má i při přípravě olejových doplňků a v organické syntéze. Používá se i při zpracovávání deuteria, což je jeden ze tří izotopů vodíku.

## Účinky na živé organismy

### Toxicita
Sulfan je prudce jedovatý, i v menších dávkách může způsobit smrtelné otravy (včetně okamžité smrti bez morfologických změn). Jeho účinky jsou podobné jako u kyanovodíku. Obě látky inhibují enzym cytochrom C oxidázu a brání tak tkáním využívat kyslík. To se projevuje především v CNS paralýzou dýchacího centra.
Sulfan má dráždivý i dusivý účinek. Dráždí dýchací ústrojí a oči (podráždění se objevuje při dlouhodobější expozici již u koncentrací 10,5–21,0 ppm). V očích způsobuje keratokonjunktivitidu, podráždění dýchacího traktu je největší v jeho dolní části, může vést k edému plic. Při koncentracích 1 000–2 000 ppm se sulfan rychle vstřebává do krve a způsobuje nejprve zrychlené dýchání, které je později vystřídáno zástavou dechu. Vyšší koncentrace okamžitě paralyzují dýchací centrum. To bez resuscitace (případně spontánní obnovy dýchání) vede ke smrti udušením.
Při koncentracích 100–1000 ppm je nejčastější příčinou smrti edém plic. Čichem jsou rozpoznatelné již koncentrace 0,0005–0,13 ppm (podle individuální citlivosti), nicméně vysoké koncentrace rychle paralyzují čichové buňky, proto zápach plynu ztrácí svoji varovnou funkci.

### Signalizační molekula
Sirovodík patří spolu s oxidem dusnatým a oxidem uhelnatým k gasotransmiterům. Sirovodík proto působí (podobně jako oxid dusnatý) jako relaxant na hladkosvalové buňky ve stěnách cév (vasorelaxační účinek). Dobře patrný byl i jeho vliv na uvolnění napětí hladké svaloviny trávicího traktu (myorelaxační účinek). Sirovodík zlepšuje prokrvení penisu, přežití při infarktu a ztrátě krve, může léčit poruchy erekce, některé typy migrén a různé srdečně cévní obtíže nebo pomáhat při jejich prevenci. Problémem pro humánní využití je relativně vysoká toxicita plynu pro člověka – na rozdíl od některých laboratorních zvířat, která jej snáší relativně lépe.